# Mount McKelvey
Mount McKelvey ist ein felsiger, hauptsächlich eisfreier und 2090 m hoher Berg im westantarktischen Marie-Byrd-Land. Im östlichen Teil der Thiel Mountains ragt er 1,5 km östlich des Mount Walcott auf. 
Eine Mannschaft des United States Geological Survey erkundete ihn zwischen 1960 und 1961. Das Advisory Committee on Antarctic Names benannte ihn 1978 nach dem US-amerikanischen Geologen Vincent Ellis McKelvey (1916–1987), neunter Direktor des Survey von 1971 bis 1978, unter dessen Leitung zahlreiche geologische und topographische Unternehmungen in Antarktika durchgeführt wurden.